# Kongens Lyngby
Kongens Lyngby (abbreviato in Kgs. Lyngby) è il principale centro abitato del comune di Lyngby-Taarbæk, 10 km a nord di Copenaghen. Il centro ha circa 11 500 abitanti e si divide in due quartieri: Lyngby (a est della stazione di Lyngby) e Ulrikkenborg (a ovest della stazione).
Alcuni degli altri centri abitati del comune sono Taarbaek, Virum e Lundtofte.

## Storia
Il ritrovamento di strumenti in pietra fa credere che nella zona ci fossero insediamenti umani già 8 500 anni fa.
L'attuale nome indica che probabilmente fu fondata in età vichinga tra il IX e l'XI secolo. La Chiesa di Lyngby risale al 1150 e forse la città nacque vicino ad essa, dato che la posizione era favorevole alla costruzione di mulini ad acqua per la macinazione della farina.
Il nome "reale" della città (in danese kong significa re) è dovuto alla residenza estiva reale, il Palazzo di Sorgenfri.
Nel 1863 si inaugurò il servizio ferroviario tra Kgs Lyngby e Copenaghen che permise a molti borghesi benestanti di trasferirsi facilmente a Lyngby nelle loro seconde case.